# Seweryn Mendelson
Seweryn Mendelson, ps. Sewer (ur. 17 września 1912 w Warszawie, zm. 1994 w Nowym Jorku) – polski autor tekstów, pianista, i aranżer żydowskiego pochodzenia.

## Życiorys
Pisał teksty piosenek od 1936 roku, przypuszczalnie tekst Listu dla Wiery Gran.  Podczas wojny ukrywał się w Warszawie pod nazwiskiem Ryszard Stefan Czerwiński. Wyjechał do USA, gdzie przybrał nazwisko Richard Steven Severs.